# 商科
商科，是指教育體系中對商業有關科目的統稱，有關商業上會用的數式，用學科去解釋現今市場的情況，分析商界會用的宏觀策略，包括的科目有經濟、商業、會計、市場學、管理、財務、統計學等。